# Leopoldo Trénor Palavicino
Leopoldo Trénor Palavicino (Madrid, 21 de noviembre de 1870 - Valencia, 1937) fue un escritor y aristócrata español. Hijo de Ricardo Trénor y Bucelli y nieto de Tomás Trénor y Keating, de antigua familia irlandesa y que se instaló en Valencia huyendo de las persecuciones religiosas de su país. Era también primo hermano por parte de padre y madre del político y militar Tomás Trénor y Palavicino.
Estudió ingeniería en una universidad extranjera. Al volver a Valencia empezó a escribir poesía, participando activamente en la sociedad Lo Rat Penat, de la cual llegaría a ser presidente entre 1908 y 1910. El año 1893 ganó la flor natural de los Juegos Florales de la Ciudad y Reino de Valencia. También fue director del Centro de Cultura Valenciana y signatario de las Normas de Castelló.

## Obras

### Poesía
- 1895 Ramellet de versos
- 1895 Flors de paper